# Raymond Cayrel
Raymond Cayrel, né le 29 juillet 1921 à Trélans (Lozère) et mort le 5 janvier 2001, est un homme politique français.

## Détail des fonctions et des mandats
Mandat parlementaire
- 1er mai 1993 - 9 novembre 1995 : Sénateur de l'Aveyron

Mandat local
- Maire de Saint-Chély-d'Aubrac